# Citroën Ami
Citroën Ami (укр. Друг) — компактний автомобіль класу С компанії Citroën 1961–1978 років. Одна з найпопулярніших моделей компанії, якої випустили 1.840.396 екземплярів.

## Ami 6

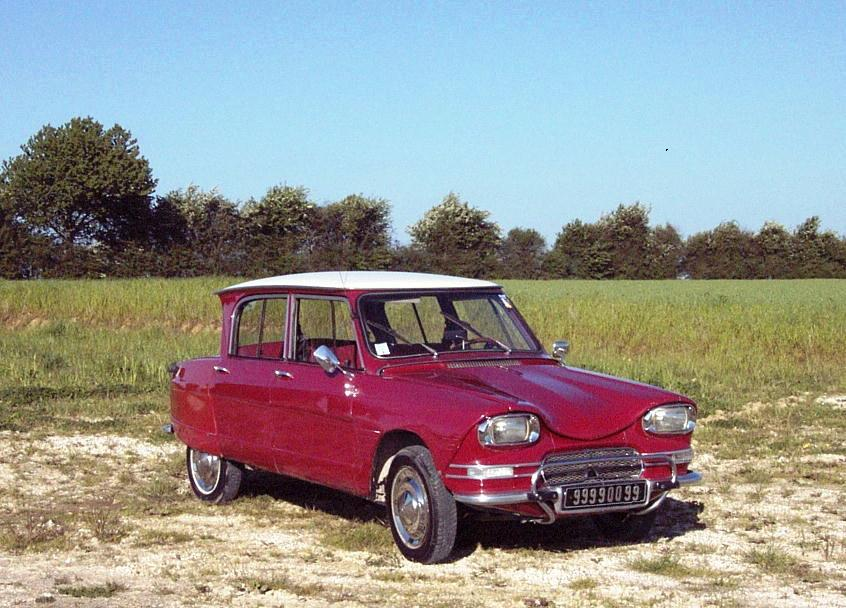
AMI 6. 1968

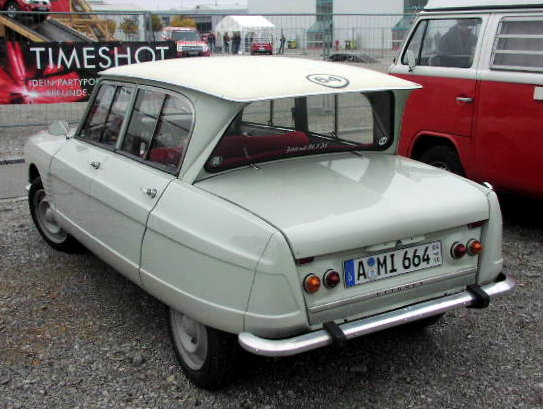
AMI 6 Berline

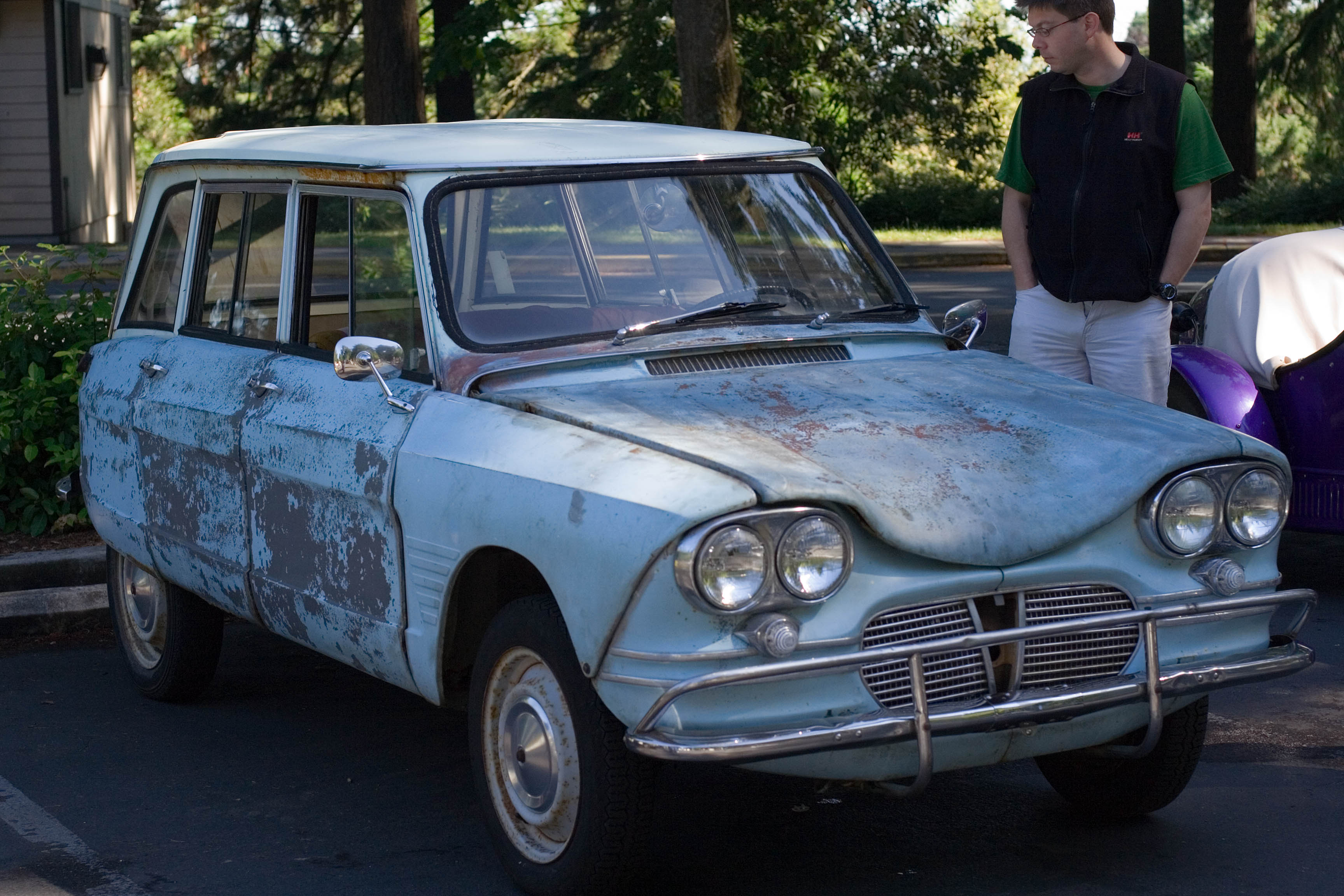
AMI 6 Club

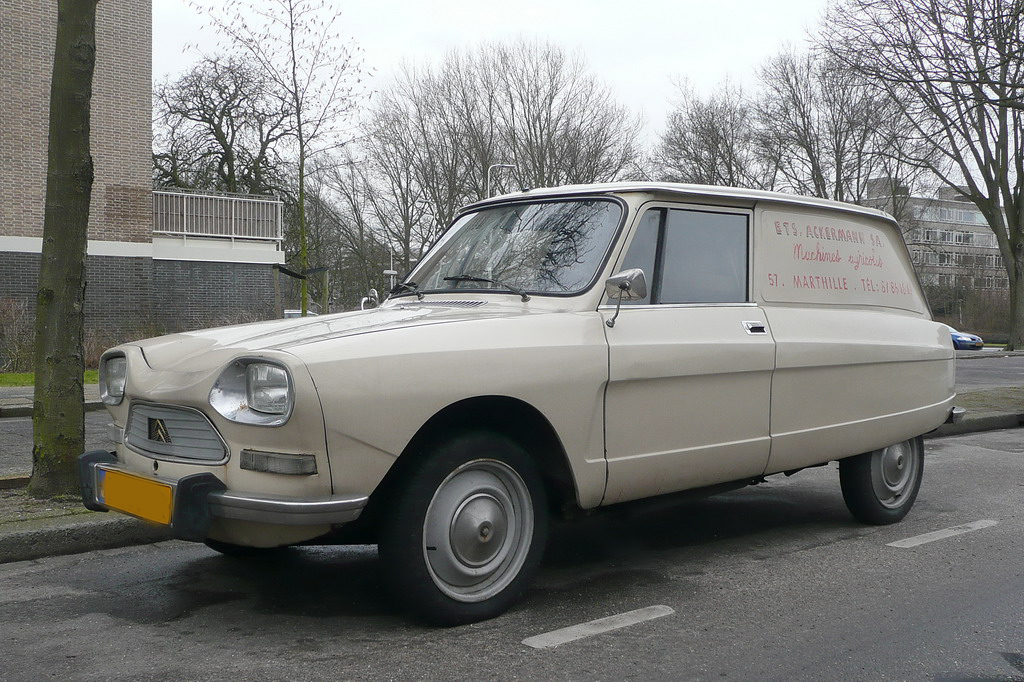
AMI 8 Service

Початок серійного виробництва моделі Renault 4 змусив компанію Citroën терміново заповнити нішу автомобілів класу С на ринку поміж застарілою дешевою моделлю Citroën 2CV, що випускалась з 1949 року, та ще модерним автомобілем вищого класу Citroën DS. Ami став останньою розробкою Фламініо Бертоні для компанії Citroën. Нове авто мало бути більшим за 2CV і дешевшим за DS. Технічне завдання вимагало створити авто завдовжки до 4,0 м, з великим багажником, оптимальною комфортною кабіною для чотирьох пасажирів, але без використання типу кузова комбі. Пропозицію встановлення гідропневматичної підвіски з DS відхилили через її значну вартість. Тому вирішили взяти за базу платформу і ходову частину з 2CV, використовуючи незалежну підвіску передніх і задніх коліс. Для виробництва моделі спорудили спеціальний завод у Ренн. Для виконання усіх умов технічного завдання довелось встановити заднє скло зі зворотним нахилом, що визначило вигляд авто. Використання мотора з 2CV дозволило понизити середню частину капоту. Було встановлено прямокутні фари, що займали менше місця за круглі. Тоді такі фари встановлювали лише на Ford Taunus. Сидіння легко демонтувались і могли використовуватись як пікнікові стільці.
2-циліндровий опозитний мотор повітряного охолодження розробили на базі мотора з 2CV з дещо більшим об'ємом у 602 см³ і потужністю 22 к.с.. Інтер'єр розробили близьким до стилю DS. Через незвичну форму заднього скла журнал «Businessweek» назвав 1961 «Ami» одним з 50 найбридкіших авто 2-ї пол. ХХ ст. Модель була популярною у Франції, але через малі продажі за її межами було змінено розміщення заднього скла, поставлено дискові гальма.
У вересні 1963 встановили мотор потужністю 24,5 к.с, який ще раз посилили на початку 1968 до 28 к.с. Того ж року встановили мотор М28 того ж об'єму, але потужністю 35 к.с. У авто використовували 4-ступеневу коробку передач. Авто випускали у модифікаціях Berline, Tourisme, Comfort, Club, у якої було 4 круглі фари. Експортні машини для США отримали бампери, сітку радіатора з нержавіючої сталі, 4 фари з модифікації Club. Модифікація Berline набула популярності з серпня 1964 у варіанті комбі (Break) з вантажопідйомністю 320 кг. На її базі з 1965 розпочали випуск вантажний пікап Service без бічних задніх вікон, дверей. З 1967 запустили Service Vitrée з заскленою задньою частиною. Ami 6 Berline випускали до 1969, Ami 6 Break до 1971. Ami 6 Service замінили 1969 на Ami 8 Service

## Ami 8

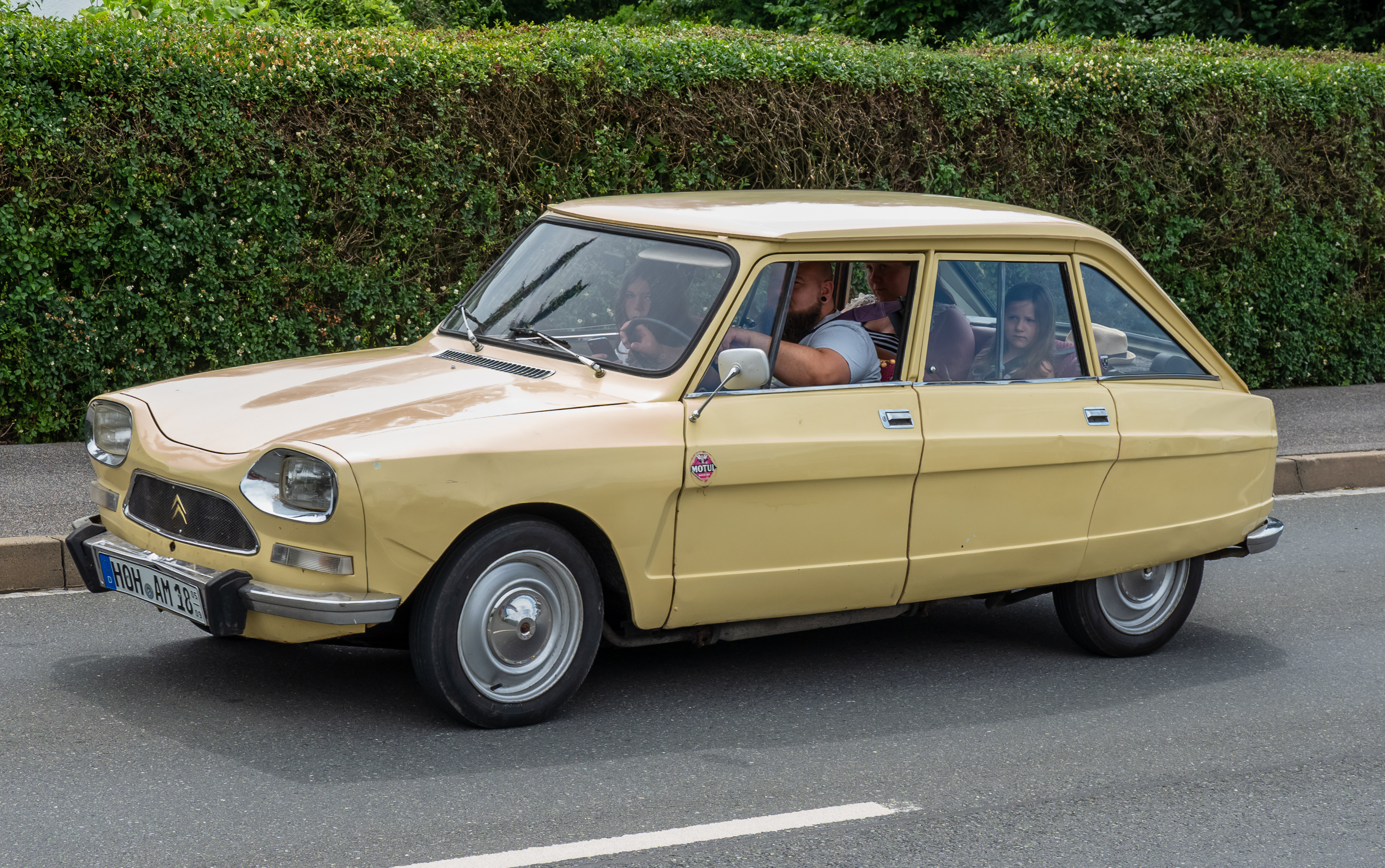
Citroën Ami 8 Tours

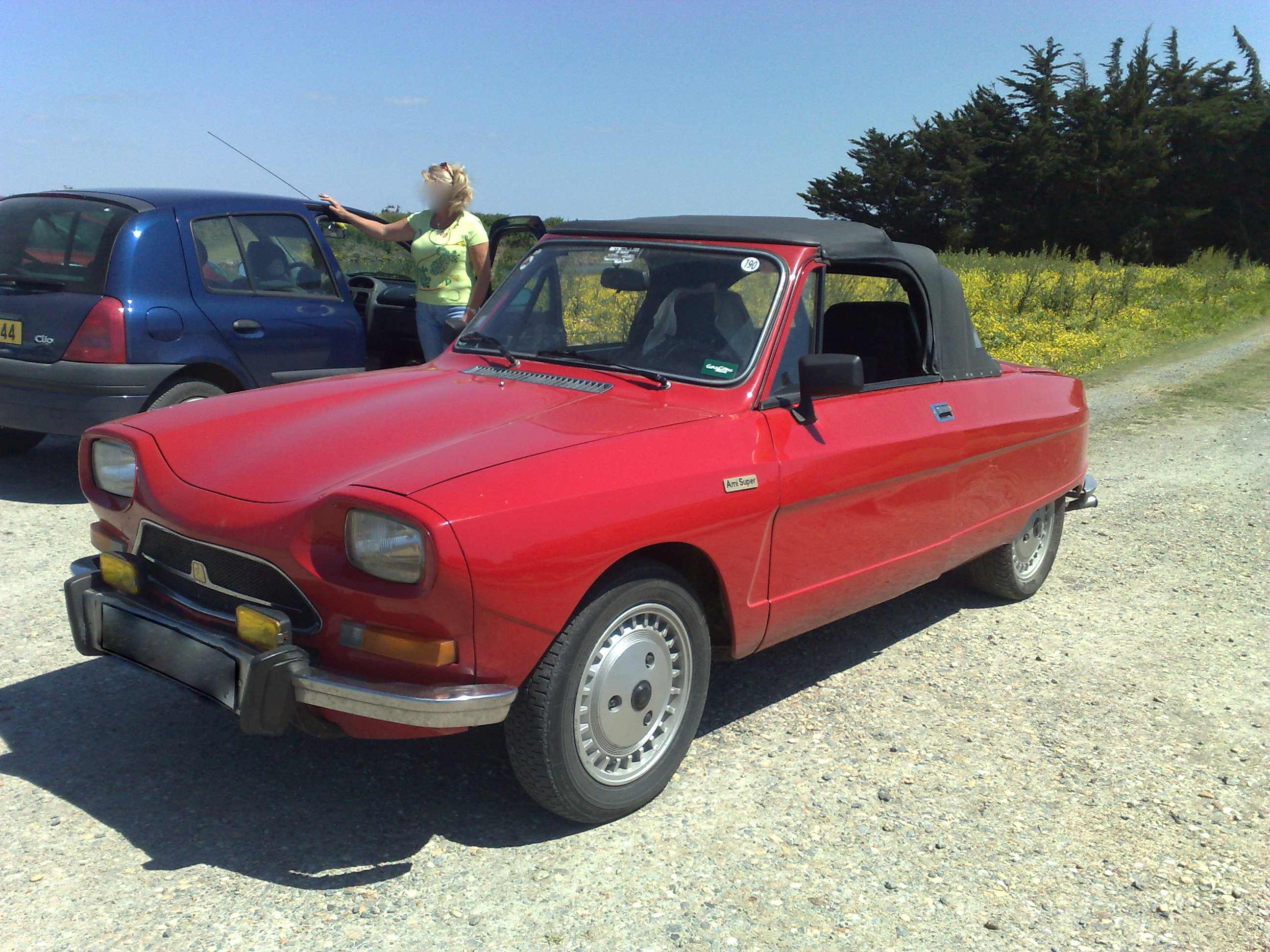
Citroën Ami 8 Super

У березні 1969 на заміну прийшла модель Ami 8, яку презентували на Женевському автосалоні. Його спроєктувала фірма Heuliez з кузовом хетчбек, мотором об'ємом 597 см³ і потужністю 32 к.с. при 5750 об/хв. У підвісці вперше використали телескопічні амортизатори на усіх колесах. Авто могло перевозити 325 кг.
З 1972 встановили 4-циліндровий мотор повітряного охолодження об'ємом 1015 см³, потужністю 53,5 к.с. від моделі GS, назвавши модель Ami 8 Super. Вона розвивала швидкість 140 км/год. Загалом виготовили 42.000 Ami 8 усіх модифікацій до 1976 року.

## М35

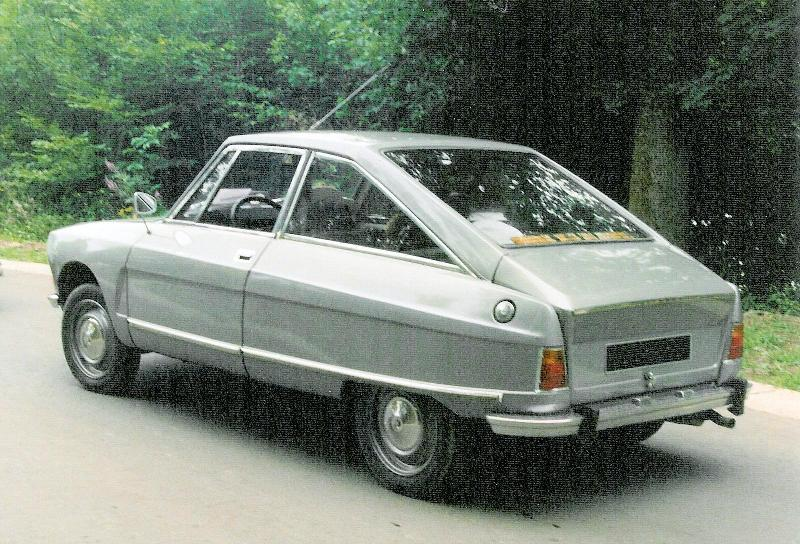
Citroën М 35

Фірма Heuliez на базі передньої частини Ami 8 розробила модель з кузовом купе, роторним мотором Ванкеля об'ємом 995 см³ потужністю 49 к.с., що розвивала швидкість 144 км/год. Із запланованих 500 тестових машин виготовили 267 (1969–1971).